# Killbuck
Killbuck és una població dels Estats Units a l'estat d'Ohio. Segons el cens del 2000 tenia 839 habitants.

## Demografia
Segons el cens del 2000, Killbuck tenia 839 habitants, 358 habitatges, i 235 famílies. La densitat de població era de 1.156,9 habitants/km².
Dels 358 habitatges en un 28,8% hi vivien nens de menys de 18 anys, en un 48,3% hi vivien parelles casades, en un 13,1% dones solteres, i en un 34,1% no eren unitats familiars. En el 28,8% dels habitatges hi vivien persones soles el 14,2% de les quals corresponia a persones de 65 anys o més que vivien soles. El nombre mitjà de persones vivint en cada habitatge era de 2,34 i el nombre mitjà de persones que vivien en cada família era de 2,86.
Per edats la població es repartia de la següent manera: un 25,4% tenia menys de 18 anys, un 8,7% entre 18 i 24, un 27,2% entre 25 i 44, un 21,6% de 45 a 60 i un 17,2% 65 anys o més.
L'edat mediana era de 37 anys. Per cada 100 dones de 18 o més anys hi havia 86,3 homes.
La renda mediana per habitatge era de 30.250 $ i la renda mediana per família de 33.594 $. Els homes tenien una renda mediana de 24.420 $ mentre que les dones 20.781 $. La renda per capita de la població era de 15.510 $. Aproximadament el 10,6% de les famílies i el 12,2% de la població estaven per davall del llindar de pobresa.

## Poblacions més properes
El següent diagrama mostra les poblacions més properes.